# Zōri

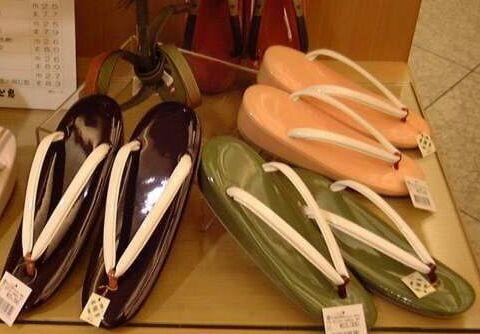
Moderni zōri da donna

Gli zōri (草履?) sono  sandali tradizionali giapponesi.

## Caratteristiche
Si tratta di calzature senza tacco, simili all'infradito occidentale, fatte di paglia di riso o altre fibre naturali, stoffa, legno laccato, pelle, gomma o altri materiali sintetici. Il tallone dovrebbe sporgere di circa 1/2 cm-1 cm dietro, e il mignolo non ha nulla su cui appoggiare. La stringa che tiene unito il piede alla calzatura è chiamata hanao. L'hanao, come nei geta, è posto al centro della parte finale del sandalo, non c'è quindi distinzione tra scarpa destra e scarpa sinistra; può essere di materiali come il velour, vinile, broccato o pelle (per gli uomini).

### Zōri da donna
Gli zōri da donna in vinile sono considerati mediamente formali, ma non formali come quelli in stoffa, come ad esempio quelli in broccato, che sono utilizzati in occasioni più cerimoniali come ad esempio un matrimonio o un funerale. L'hanao è di solito di colore rosso.

### Zōri da uomo
Gli zōri da uomo sono spesso fatti con materiali che imitano la paglia, come il polistirolo espanso e con le suole in sughero. L'hanao per gli uomini è spesso bianco o nero.

## Utilizzo

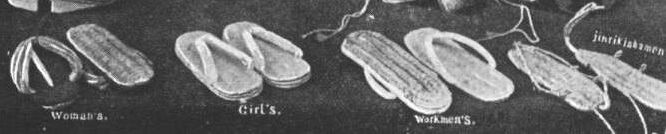
Zōri in paglia del XIX secolo

Vengono indossati con indumenti tradizionali giapponesi come il formale kimono, mentre in abbinamento con la versione più informale di quest'ultimo, lo yukata, sono preferiti i geta, un altro tipo di sandalo tradizionale giapponese. Gli zōri sono indossati con degli appositi calzini (quando presenti, per occasioni più formali) chiamati tabi. Gli zōri con la suola ricoperta di giunco che somiglia ai materassini tatami, non vengono di solito indossati con il kimono, ma sono considerati scarpe da lavoro o vengono abbinate ad un abbigliamento occidentale casual oppure ad altri indumenti tipici giapponesi come ad esempio il jinbei.
Come tutti i sandali tradizionali giapponesi gli zōri permettono una libera circolazione dell'aria intorno al piede, una caratteristica che probabilmente è stata adottata a causa del clima umido che predomina in gran parte del Giappone. Possono essere indossati e tolti molto facilmente, cosa molto importante in una cultura dove le scarpe vengono costantemente messe e tolte; inoltre, con un kimono stretto, delle scarpe con i lacci sarebbero molto difficili da allacciare. Tutto ciò spiega il successo di questo tipo di scarpa in Giappone.